# فيرنر روت
فيرنر روت (بالألمانية: Werner Roth)‏ (25 يوليو 1925 بألمانيا - 25 مارس 2011 في ألمانيا) هو مدرب كرة قدم ولاعب كرة قدم ألماني في مركز الوسط. لعب مع نادي كارلسروه.

## وصلات خارجية
- فيرنر روث على موقع قاعدة بيانات كرة القدم.إي يو (الإنجليزية)
- فيرنر روث على موقع بيانات كرة القدم. دي إي (الألمانية)
- فيرنر روث على موقع عالم كرة القدم.نت (الإنجليزية)